# Ландари (герцог Фриуля)
Ландари (лат. Landari; умер в конце VII века) — герцог Фриуля с 670 или 671 года.

## Биография
Основным повествующим о Ландари нарративным источником является «История лангобардов» Павла Диакона.
О ранних годах жизни Ландари ничего не известно. Тем не менее, не вызывает сомнений его лангобардское происхождение. Он получил власть над Фриульским герцогством в 670 или 671 году, став здесь преемником герцога Вехтари.
О продолжительности правления Ландари в исторических источниках сведений не сохранилось. По свидетельству Павла Диакона, Ландари управлял Фриульским герцогством до самой своей смерти. Его преемником был герцог Радоальд, деятельность которого, предположительно, датируется 690-ми годами.